# Kröppelstraße

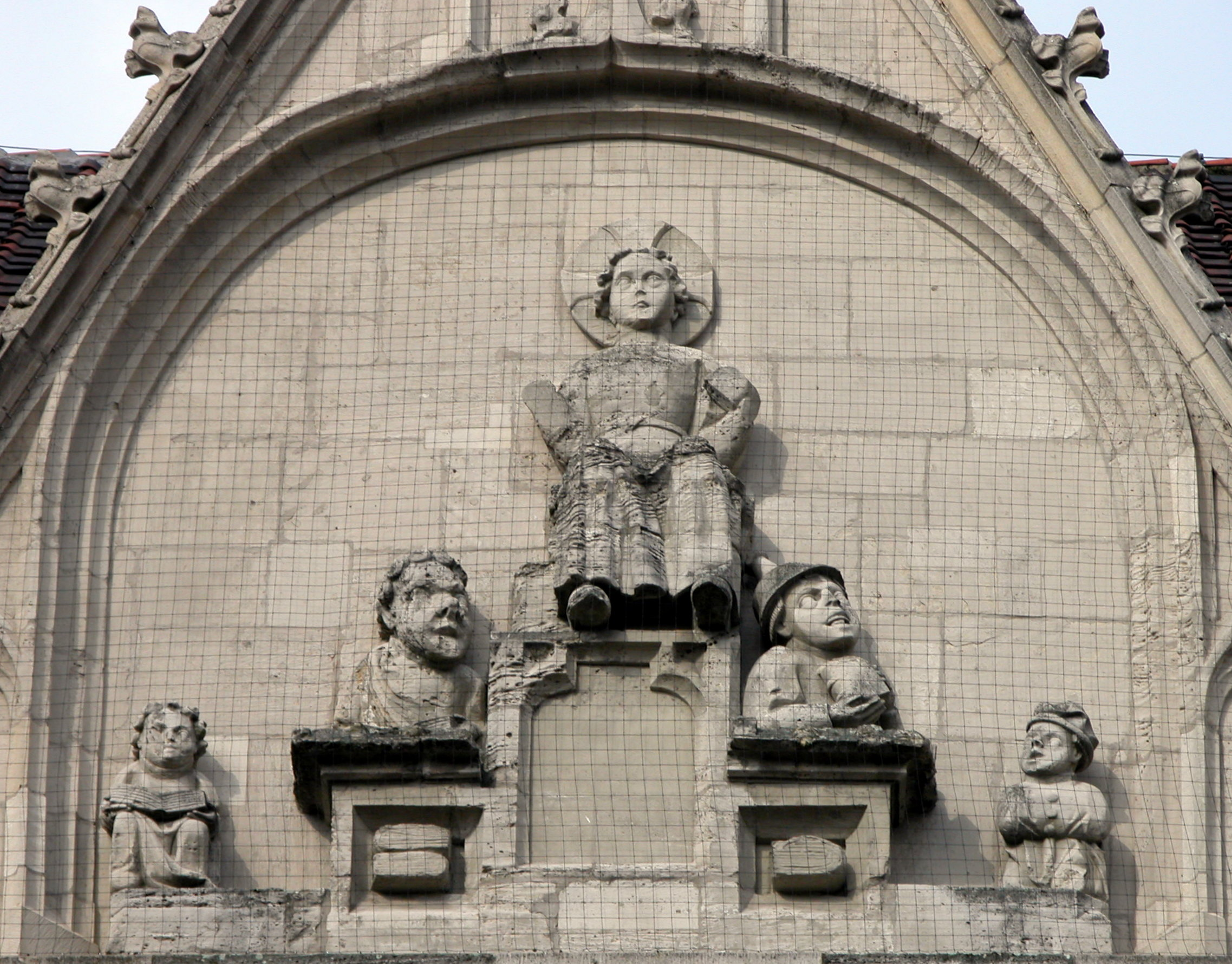
Giebel der Andreaskirche mit den vermeintlichen Krüppeln zu Füßen Jesu.

Aquarell Ludwig Tackes von 1855: Kröppelstraße mit Liberei am rechten Bildrand.

Foto von 1893: Blick von der Kröppelstraße auf die Andreaskirche.

Häuserzeile in der Kröppelstraße im Jahre 1895.

Die Kröppelstraße befindet sich in Braunschweig im Weichbild Neustadt. Obwohl die Straße bereits im Mittelalter vorhanden war, ist sie urkundlich mit diesem Namen erstmals auf einem Stadtplan von 1671 zu finden.

## Geschichte
Die Kröppelstraße verläuft direkt südlich der Andreaskirche in Ost-West-Richtung und verbindet die Reichsstraße im Osten mit dem Wollmarkt im Westen.

### Namensursprung bzw. -deutung
1357 wurde ein Bewohner „bi dere tweten, als me to sunte Andrease gheyt bi de perners hove“ erwähnt. 1451 wird die Straße als „partwete“, zwischen 1472 und 1501 nur noch als „de twete“ bezeichnet. Die Häuserzeile gegenüber der sich noch heute in der Kröppelstraße befindenden Liberei wurde 1422, dem Jahr des Baubeginns der Liberei als „tigen de libereye to sunte Andrease“ genannt. In den kommenden Jahrhunderten folgten zahlreiche, jeweils voneinander abweichende Benennungen.
Sowohl Ursprung als auch Bedeutung des heutigen Straßennamens sind ungeklärt und gaben seit Jahrhunderten Anlass zu Spekulationen. Vermutungen legen nahe, dass er sich aus einer Legende ableitet, die der Braunschweiger Chronist Hermann Bote in seinem 1515 veröffentlichten Shigt-Bôk der Stad Brunswyk berichtete. Demnach soll die Gründung der unmittelbar an der Kröppelstraße gelegenen Andreaskirche um 1230 auf in dieser Straße ansässige wohlhabende, aber an schweren körperlichen Gebrechen leidenden Kaufleute zurückgehen, die als „Krüppel“ bezeichnet wurden. So schrieb Bote: „Unde de kerken in oren anhevende hebben begunt to buwende de koplude, dat sind kroppel gewesen …“. Diese Interpretation soll nach Bote dadurch gestützt werden, dass sich in einem Giebelbild auf der Südseite der Kirche eine Darstellung Verkrüppelter zu Füßen Jesu befindet. Carl Schiller, Gründer und erster ehrenamtlicher Leiter des Städtischen Museums Braunschweig, wiederholte diese Auslegung in seinem 1852 erschienenen Werk „Die mittelalterliche Architectur Braunschweigs und seiner nächsten Umgebung“.
In seinem 1904 erschienenen Werk „Die Straßennamen der Stadt Braunschweig“, lehnt Meyer hingegen diese Sichtweise ab und bestreitet den Wahrheitsgehalt von Botes Aussagen. Darüber hinaus widerspricht er der Sichtweise Botes bzgl. der Darstellung im Kirchengiebel. Nach Meyer handelt es sich dabei lediglich um schlecht ausgeführte Handwerksarbeiten des 15. Jahrhunderts. Dorn schließt sich dem in seinem 1978 erschienenen Werk an und kommt ebenfalls zu dem Schluss, es handele sich bei den verkrüppelt bzw. deformiert aussehenden Personendarstellungen um das Ergebnis von Verwitterungseinflüssen bzw. schlechtem Baumaterial.
Dennoch bestreitet Meyer nicht, dass Botes Legendendarstellung den Volksmund dazu bewogen haben könnte, die Straße entsprechend umzubenennen. Zum ersten Mal schriftlich erwähnt wird die „Kröppelstraße“ im Jahre 1671. Der gesamte Straßenzug scheint erst seit 1753 endgültig so benannt zu sein.

### Bebauung
Bis zu ihrer fast vollständigen Zerstörung im Zweiten Weltkrieg bestand die Bebauung fast ausschließlich aus Fachwerkhäusern, die sich alle auf der Südseite der Straße befanden. Lediglich die 1422 begonnene Liberei und die Andreaskirche waren aus Stein und befinden sich auf der Nordseite. Die Liberei ist zudem das einzige in Braunschweig erhaltene Bauwerk der Backsteingotik. Am Nordwestende der Kröppelstraße befindet sich die Kirche (aus dem 12./13. Jahrhundert), an ihrem Südwestende die nach völliger Zerstörung erst zwischen 1991 und 1994 wieder rekonstruierte Alte Waage (ursprünglich 1534 erbaut).

### Zerstörung und Wiederaufbau
Die Fachwerkbauten der Kröppelstraße wurden während des Zweiten Weltkrieges durch Bombenangriffe schwer beschädigt bzw. durch den mehrere Tage dauernden Feuersturm, den der Bombenangriff am 15. Oktober 1944 erzeugt hatte, vollständig zerstört. Lediglich die schwer beschädigten Steinbauten Liberei und Andreaskirche konnten ab den 1950er Jahren wieder restauriert werden. Die ebenfalls vollkommen zerstörte Alte Waage wurde von 1991 bis 1994 rekonstruiert.

### „Der Hungerpastor“
Der Schriftsteller Wilhelm Raabe, der die letzten 40 Jahre seines Lebens in Braunschweig gelebt hat, lässt seinen 1863 erschienenen Roman Der Hungerpastor u. a. in der Kröppelstraße im fiktiven „Neustadt“ spielen.